# Sacred Groove
| Recensione | Giudizio |
| ---------- | -------- |
| AllMusic   |          |

Sacred Groove è il primo album da solista del chitarrista statunitense George Lynch dopo i primi due album pubblicati a nome Lynch Mob.

## Il disco
L'album vede l'alternanza di brani strumentali, dove Lynch sfoga tutta la sua tecnica, a collaborazioni con grandi cantanti come Glenn Hughes, Ray Gillen e i fratelli Matthew e Gunnar Nelson dei Nelson. Inizialmente doveva partecipare anche Don Dokken, il quale co-scrisse il brano We Don't Own This World, ma alla fine il progetto saltò. Dal punto di vista stilistico, George Lynch offre una vasta gamma di sonorità spaziando dai ritmi latini di Tierra del Fuego all'acustica I Will Remember fino al grunge moderno di The Beast.

## Tracce
Testi e musiche di George Lynch, eccetto dove indicato.
1. Memory Jack (strumentale) – 1:37
2. Love Power from the Mama Head (strumentale) – 5:29
3. Flesh and Blood – 5:02 (Lynch, Jeff Pilson)
4. We Don't Own This World – 4:26 (Lynch, Don Dokken)
5. I Will Remember (strumentale) – 4:18
6. The Beast Part I – 6:55
7. The Beast Part II (Addiction to the Friction) – 2:49 (Lynch, Mandy Lion)
8. Not Necessarily Evil – 5:15
9. Cry of the Brave – 5:05
10. Tierra del Fuego (strumentale) – 6:03

Tracce bonus dell'edizione giapponese
1. Satan Shorts – 7:19
2. Shake My Rattle – 4:22

## Formazione
- George Lynch – chitarra
- Jeff Pilson – basso, pianoforte
- Denny Fongheiser – batteria
- Pattie Brooks – voce
- Little John Chrisley – conga e bongo
- Chris Fuhrman – mellotron

Altri musicisti
- Ray Gillen – voce in Flesh and Blood
- Matthew Nelson – voce in We Don't Own This World
- Gunnar Nelson – voce in We Don't Own This World
- Mandy Lion – voce in The Beast Part I & II
- Glenn Hughes – voce in Not Necessarily Evil e Cry of the Brave
- Tommy Hendrickson – basso